# Rivière Bellefeuille
Pour les articles homonymes, voir Bellefeuille.
La rivière Bellefeuille est un affluent de la rivière du Nord, coulant dans la région administratives des Laurentides, au Québec, au Canada. Le cours de cette rivière traverse les municipalités régionales de comté (MRC) de :
- Argenteuil : municipalité de Mille-Isles;
- La Rivière-du-Nord : municipalités de Sainte-Anne-des-Lacs, Saint-Colomban et la ville de Saint-Jérôme;
- Mirabel (secteur Mirabel-en-Haut).

La rivière Bellefeuille coule principalement en zones forestières.
La villégiature est développée le long de son cours tels qu'autour du lac Johanne (lac de tête), dans le hameau Lac-Cloutier (Mille-Isles), dans le hameau Domaine-Cloutier et dans un hameau au sud du secteur de Bellefeuille.

## Géographie
La source de la rivière Bellefeuille est située à l'embouchure du lac Johanne (longueur : 0,4 km ; altitude : 296 m), dans le hameau Lac-Johanne de la municipalité de Sainte-Anne-des-Lacs. Ce lac est situé à 0,4 km au sud du lac Marois, 4,6 km à l'ouest de l'autoroute 15 et à 4,2 km au sud-est du sommet du mont Sainte-Anne.
À partir de l'embouchure du lac de tête, la rivière Bellefeuille coule sur 16,5 km selon les segments suivants :
- 2,0 km vers le sud, dans la municipalité de Sainte-Anne-des-Lacs, jusqu'à la limite de la municipalité de Mille-Isles;
- 1,2 km vers le sud-est en recueillant les eaux de la décharge du lac Strong (venant de l'ouest), jusqu'à la rive ouest du lac Paul;
- 1,4 km vers l'est en traversant le lac Paul (altitude : 212 m) sur sa pleine longueur, jusqu'à son embouchure;
- 1,8 km vers le sud-est en coupant la rue Saint-Camille, jusqu'à la décharge d'un ensemble de plans d'eau (venant du nord, soit des hameaux Lac-Cloutier, Lac-Filion et Domaine-Raymond);
- 2,2 km vers le sud, jusqu'au boulevard de La Salette;
- 2,0 km vers le sud-est en recueillant les eaux de la décharge du lac Massie et de la décharge du lac Desjardins, et en passant du côté ouest du village de Bellefeuille, jusqu'à la limite nord de la municipalité de Saint-Colomban, correspondant au pont de la montée Fillion;
- 3,0 km vers le sud-est en coupant en fin de segment la montée Saint-Nicolas, jusqu'à la limite de la ville de Mirabel (secteur Mirabel-en-Haut);
- 2,9 km vers le sud-est en coupant en fin de segment le chemin de la Rivière-du-Nord, jusqu'à la confluence de la rivière[2].

La rivière Bellefeuille se déverse sur la rive nord de la rivière du Nord. Cette confluence est située à :
- 6,0 km au sud-est du centre-ville de Saint-Jérôme ;
- 3,6 km au nord-est du centre du village de Saint-Canut (dans Mirabel);
- 5,4 km au nord-ouest de l'aérogare principale de l'aéroport de Mirabel.

## Toponymie
La rivière Bellefeuille doit son nom à la famille Lefebvre de Bellefeuille, copropriétaire de la seigneurie de l'Augmentation-des-Mille-Îles.
Le toponyme « rivière Bellefeuille » a été officialisé le 5 décembre 1968 à la Banque des noms de lieux de la Commission de toponymie du Québec. Auparavant, elle était aussi appelée la rivière à Gagnon.